# Robert Ehrnrooth
Johan Robert Göran Ehrnrooth, född 15 september 1939 i Helsingfors, är en finländsk företagsledare. Han är son till Göran Ehrnrooth. 
Ehrnrooth blev ekonomie licentiat 1970 och var verkställande direktör för Effoa och dess efterföljare 1971–1995. Han valdes till styrelsemedlem i Fiskars 1966 och till styrelseordförande i Wärtsilä (tidigare namn Metra) 1986. Han var även styrelsemedlem i Finnair 1990–2002.